# Datenfernübertragung
Datenfernübertragung (DFÜ) ist die Übermittlung von Daten zwischen Computern über ein Medium, z. B. ein Telefonnetz, bei der ein zusätzliches Kommunikationsprotokoll verwendet wird. Am weitesten verbreitet ist die DFÜ über das Telefonnetz. Üblich sind aber auch andere Übertragungsmedien wie Funk oder Licht (IrDA).
Im deutschen Sprachraum wird im spezielleren Sinn auch das wesentlich enger definierte Electronic Data Interchange (EDI) als DFÜ bezeichnet. Systeme zur Fernschaltung von Anlagen und Fernwirkeinrichtungen der BMSR können Standards aus der Datenfernübertragung benutzen. Auch die Kommunikation eines PCs im Internet ist eine Form der Datenfernübertragung, wird aber wegen des schnellen Übertragungsweges (Lichtgeschwindigkeit), bei der die Entfernung kaum noch eine Rolle spielt, nicht mehr als Datenfernübertragung bezeichnet. Verbreitet sind dagegen Bezeichnungen wie Hochladen und Herunterladen. Um die Daten übertragen zu können, müssen sie für das Medium geeignet aufbereitet werden. Dafür ist spezielle Hardware, z. B. ein Modem, eine ISDN-Karte oder ein Router notwendig.

## Geschichte
In der Anfangszeit der Datenfernübertragung waren zum Austausch von Daten die Verwendung von Disketten, Magnetbändern, Lochstreifen und der Versand dieser Datenträger per Kurier (das sogenannte Turnschuhnetz) üblich.
Allerdings gab es schon seit langem in manchen Bereichen, wie dem Betrieb langer Leitungen und der Weltraumfahrt, Datenfernübertragung über Leitungen, Richtfunk und Trägerfrequenzanlagen.
Die elektronische Datenfernübertragung wurde anfangs auch über Spezialadapter auf speziellen Daten- oder Telex-Leitungen, über Fernschreiber, aber auch über die serielle Schnittstellen und analoge Telefonleitungen oder über einfache Funkverbindungen betrieben. Dazu wurden anfangs Akustikkoppler, die an einem normalen Telefonhörer angebracht werden konnten, und später Modems verwendet.
Die DFÜ erlangte Ende der 1980er Jahre auch für Privatanwender mit den entstandenen lokalen und globalen Mailboxsystemen, z. B. dem FidoNet, dem MausNet, Compuserve oder dem Datex-P eine große Bedeutung.  
Die Technischen Universitäten stellten den Studenten seit 1988 über einen Hochschulzugang eine (externe) Einwahlmöglichkeit in die Rechenzentren und ab 1989 auch einen Zugang zum UseNet zur Verfügung. Zunächst waren diese Ports für eine Übertragungsgeschwindigkeit von 300 Baud ausgelegt, das heißt, die Studenten konnten ihren Zugang zum Hochschulrechenzentrum vom heimischen PC aus mit Hilfe eines Modems nutzen. 
Seit 1988 gab es die ersten Chat-Möglichkeiten in einzelnen Mailboxen, wie der WDR-Mailbox in Köln und der Elsa-Mailbox in Aachen. Damals wurde die maximale Anzahl der User im Chat von den verfügbaren Ports bestimmt, die jeweils einer anderen Telefonnummer zugeordnet waren: Ein Multi-User-Chat war 1988 nur über ein Multi-Port-System realisierbar. 
Viele dieser Systeme hatten später über Gateways eine Verbindung in das Internet, wurden jedoch mit dem Siegeszug des Internets Ende der 1990er Jahre größtenteils eingestellt.

## Methoden und Übertragungsstandards
- WLAN
- RS-232
- V.90
- ISDN
- DSL mit den Varianten ADSL, ADSL2+, SDSL und VDSL
- DOCSIS (Kabelmodem)
- Ethernet
- Bluetooth
- GSM mit den Erweiterungen HSCSD, GPRS und EDGE
- UMTS mit der Erweiterung HSDPA
- LTE mit der Erweiterung LTE-Advanced
- IrDA